# Hội chứng Zollinger-Ellison
Hội chứng Zollinger- Ellison (ZES) là một bệnh trong đó các khối u khiến dạ dày sản xuất quá nhiều axit, dẫn đến loét dạ dày. Các triệu chứng bao gồm đau bụng và tiêu chảy.
Hội chứng được gây ra bởi một khối u gastrinoma, một khối u thần kinh tiết ra một loại hormone gọi là gastrin. Khối u này gây ra sự sản xuất quá mức axit dạ dày, dẫn đến sự phát triển của niêm mạc dạ dày và tăng sinh của các tế bào thành phần và ECL.
ZES có thể tự xảy ra hoặc là một phần của hội chứng chi phối tự phát được gọi là đa u thần kinh nội tiết loại 1 (MEN 1). Khối u nguyên phát thường nằm ở tuyến tụy, tá tràng hoặc hạch bạch huyết bụng, nhưng các vị trí ngoài tử cung (ví dụ, tim, buồng trứng, túi mật, gan và thận) cũng đã được mô tả.

## Dấu hiệu và triệu chứng
Bệnh nhân mắc hội chứng Zollinger-Ellison có thể bị đau bụng và tiêu chảy. Chẩn đoán cũng bị nghi ngờ ở những bệnh nhân bị loét nặng ở dạ dày và ruột non, đặc biệt là nếu các cơ quan này không đáp ứng với điều trị.  
Viêm dạ dày có thể xảy ra dưới dạng khối u đơn hoặc nhiều khối u nhỏ. Khoảng một nửa đến hai phần ba của các khối u đơn là các khối u ác tính thường lan đến gan và đến các hạch bạch huyết gần tuyến tụy và ruột non.
Gần 25 phần trăm bệnh nhân mắc bệnh u xơ tử cung có nhiều khối u là một phần của một tình trạng gọi là đa u thần kinh nội tiết loại 1 (MEN 1). Bệnh nhân MEN I có khối u ở tuyến yên và tuyến cận giáp, ngoài ra còn có khối u tuyến tụy.   